# Gisela Stille
Gisela Anna Marie Stille, född 3 mars 1972 i Värnamo, är en svensk operasångare (lyrisk sopran).
Stille är utbildad vid Operaakademiet i Köpenhamn för professor Kirsten Buhl Møller. Hon examinerades 1999.
Gisela Stille tillhör den fasta solistensemblen på Det Kongelige Teater i Köpenhamn och var säsongen 2000–2001 anställd på operan i Bonn, där hon sjöng lyriska partier i verk av Weber, Wagner och Verdi. Stille är bosatt utanför Malmö.

## Roller
På Det Kongelige Teater har Stille spelat Papagena i Mozarts Trollflöjten, Despina i Mozarts Così fan tutte, Nanetta i Verdis Falstaff, Corinna i Rossinis Resan till Reims, Eurydike i Glucks Orfeus och Eurydike, Bürstner/Felice Bauer i Poul Ruders Proces Kafka, Adele i Johann Strauss Die Fledermaus, Sofie i Richard Strauss Rosenkavaljeren, titelpartiet i Donizettis Lucia di Lammermoor. Anne Trulove i Stravinskijs Rucklarens väg, titelrollen i Bergs Lulu, Musetta i Puccinis La bohème, Violetta i Verdis La traviata, Miss Wordsworth i Brittens Albert Herring, rävtiken i Leoš Janáčeks Den listiga lilla räven och Micaëla i Bizets Carmen.

## Priser och utmärkelser
- 2000 – Birgit Nilsson-stipendiet[2]
- 2000 – Léonie Sonnings musikstipendium[3]
- 2000 – Internationella pressens pris vid International Hans Gabor Belvedere Singing Competition[källa behövs]
- 2003 – Elisabeth Dons' mindelegat[4]
- 2011 –  Riddare av Dannebrogorden[5]